# Seznam salzburških škofov in nadškofov
Službo salzburškega nadškofa kot vodje salzburške nadškofije so opravljali naslednji ljudje. (Samo prvi omenjeni, in sicer Rupert, Vitalis, Flobrigis, Janez I. in Virgil, so bili salzburški škofje ali škofje v Salzburgu). Od začetka 14. stoletja do konca nadškofovanja leta 1803 so bili salzburški nadškofje cesarski knezi Svetega rimskega cesarstva in so se imenovali knezo-nadškofje.

## Obrazložitev seznama
Salzburški nadškof vodi škofijo in je metropolit salzburške cerkvene province. Nosi naziv rojen papežev legat (legatus natus) in primas Germanije (Primas Germaniae), kar je ob začetku reformacije pripadlo magdeburški nadškofiji v začetku 16. stoletja začasno, od vestfalskega miru leta 1648 pa trajno in sta ga priznala cesar in papež.
Prvi škofje do Friderika<span typeof="mw:Entity" id="mwGw">&nbsp;</span>I. so bili tudi opatje samostana sv. Petra (opatje-škofje). Do sekularizacije leta 1803 in ustanovitve Salzburške vojvodine je bil nadškof tudi posvetni glavar (knezoškof ) salzburške nadškofije. Andreas Rohracher se je temu formalnemu naslovu prvič odpovedal leta 1951, od takrat pa se voditelji škofije tudi uradno imenujejo salzburški nadškof.
Kopičenje članov majhnih plemiških družin v pisarni nadškofa je posledica dejstva, da je Salzburška katedrala po regentstvu Ernst vojvoda Bavarski odločil se je, da noben član Bavarske ali avstrijske vladajoče družine ne sme več prevzeti tega.

## Seznam škofov v Salzburgu oziroma salzburških škofov
| Priimek                                                           | vladanje              |
| Rupert (opat-škof v Salzburgu, tudi škof v Wormsu)                | 696-716/18            |
| Vitalis (opat-škof v Salzburgu)                                   | 718–727(?)            |
| Flobrigis (latinizirano Flobargisus, opat-škof v Salzburgu)       | približno 730–ok. 737 |
| Janez I. (opat-škof nove salzburške škofije)                      | 739-745               |
| Virgil                                                            | 745-784               |
| (Beretricus, začasni vodja)                                       | 784-785               |
| Arn(o) (prvi opat nadškof nove salzburške nadškofije od leta 798) | 785-821               |

## Seznam salzburških nadškofov
| Ime                                                                                           | Čas vladanja        |
| Arn(o) (prvi opat nadškof nove salzburške nadškofije od leta 798)                             | 785–821             |
| Adalram                                                                                       | 821–836             |
| Liupram                                                                                       | 836–859             |
| Adalvin                                                                                       | 859–873             |
| Adalbert I.                                                                                   | 873–874             |
| Teotmar (Dietmar I.)                                                                          | 874–907             |
| Pilgrim I.                                                                                    | 907–923             |
| Albert II. (Odalbert)                                                                         | 923–935             |
| Egilolf                                                                                       | 935–939             |
| Herold                                                                                        | 939–955             |
| Friderik I. (zadnji opat-nadškof)                                                             | 958–991             |
| Hartvik (prvi nadškof po ločitvi nazivov/služb)                                               | 991–1023            |
| Gunter Meißenški                                                                              | 1023–1025           |
| Ditmar II.                                                                                    | 1025–1041           |
| Baldvin                                                                                       | 1041–1060           |
| Gebhard                                                                                       | 1060–1088           |
| – Bertold Moosburški – protinadškof, imenovan od cesarja"                                     | 1085–1106           |
| Timo (Benediktinec)                                                                           | 1090–1098           |
| Konrad I. Abenberški                                                                          | 1106–1147           |
| Eberhard I.Biburški (Benediktinec)                                                            | 1147–1164           |
| Konrad II. Babenberški                                                                        | 1164–1168           |
| Albert III. Češki                                                                             | 1168–1177           |
| – Henrik I. Berhtesgadenski – protinadškof, izvoljen po cesarskem ukazu«                      | 1174–1177           |
| Kardinal Konrad III. Wittelsbaški                                                             | 1177–1183           |
| Albert III. Češki (drugič)                                                                    | 1183–1200           |
| Eberhard II. Regensberški                                                                     | 1200–1246           |
| Burhart I. Ziegenhainski                                                                      | 1247                |
| Filip Spanheimski (Administrator, Izvolitev za nadškofa)                                      | 1247–1257           |
| Ulrik Sekavski                                                                                | 1257–1265           |
| Vladislav Šlezijski                                                                           | 1265–1270           |
| Friderik II. Walchenski                                                                       | 1270–1284           |
| Rudolf I. Hoheneški (Benediktinec)                                                            | 1284–1290           |
| Konrad IV. Fohnsdorfski                                                                       | 1291–1312           |
| Vajkart Polheimski                                                                            | 1312–1315           |
| Friderik III. Lipniški                                                                        | 1315–1338           |
| Henrik Pirnbrunnski                                                                           | 1338–1343           |
| Ortolf Vivšniški (Weißeneški)                                                                 | 1343–1365           |
| Pilgrim II. Puchheimski                                                                       | 1365–1396           |
| Gregor Šenk Ostroviški                                                                        | 1396–1403           |
| Eberhard III. iz Neuhausa (od 1403–1406 »izvoljeni nadškof«, nadškof od 1406)                 | 1403–1427           |
| – Bertold Wehingenski – "proti nadškof, imenovan na pobudo vojvode Viljema"                   | 1403–1406           |
| Eberhard IV. Starhemberški                                                                    | 1427–1429           |
| Janez II. Reisberški                                                                          | 1429–1441           |
| Friderik IV. Točaj Emmerberški                                                                | 1441–1452           |
| Sigismund I. Volkersdorfski                                                                   | 1452–1461           |
| Kardinal Burhard II. Višprijski (von Weißpriach)                                              | 1461–1466           |
| Bernard Rohrski                                                                               | 1466–1482           |
| Janez III. Beckenschlager                                                                     | 1482–1489           |
| – Krištof Ebran Wildenberški – zadnji »proti nadškof«, ki ga je tajno izvolil stolni kapitelj | 1487–1487           |
| Friderik V. grof Schaunberški                                                                 | 1489–1494           |
| Sigmund II. Holleneški                                                                        | 1494–1495           |
| Lenard Hodiški (von Keutschach)                                                               | 1495–1519           |
| Kardinal Matevž Lang Wellenburški                                                             | 1519–1540           |
| Ernest vojvoda Bavarski (Administrator)                                                       | 1540–1554           |
| Mihael Kuenburški                                                                             | 1554–1560           |
| Janez Jakob von Kuen-Belasy                                                                   | 1560–1586           |
| Jurij Kuenburški                                                                              | 1586–1587           |
| Volf Ditrik Raitenauski                                                                       | 1587–1612           |
| Marko Sittikus grof Hohenemski                                                                | 1612–1619           |
| Paris grof Lodronski                                                                          | 1619–1653           |
| Kardinal Guidobald grof Thunski in Hohensteinski                                              | 1654–1668           |
| Kardinal Max Gandolf Kuenburški                                                               | 1668–1687           |
| Janez Ernest grof Thunski in Hohensteinski                                                    | 1687–1709           |
| Franc Anton knez iz Harracha                                                                  | 1709–1727           |
| Leopold Anton Eleuterius baron Firmianski                                                     | 1727–1744           |
| Jakob Ernest grof Liechtensteinski                                                            | 1745–1747           |
| Andrej Jakob grof Dietrichsteinski                                                            | 1747–1753           |
| Sigismund III. Krištof grof Schrattenbach                                                     | 1753–1771           |
| Hieronim grof Colloredo                                                                       | 1772–1812           |
| Sigmund Krištof grof Zeilski in Trauchburški (Administrator)                                  | 1812–1814           |
| Leopold Maksimilijan grof Firmianski (Administrator)                                          | 1816–1822           |
| Auguštin Janez Jožef Gruber                                                                   | 1823–1835           |
| Kardinal Friderik Janez Jakob Celestin Schwarzenberški                                        | 1835–1850           |
| Kardinal Maksimilijan Jožef Tarnóczy                                                          | 1851–1876           |
| Franc Albert Eder (Benediktinec)                                                              | 1876–1890           |
| Kardinal Janez Evangelist Haller                                                              | 1890–1900           |
| Kardinal Janez Baptist Katschthaler                                                           | 1900–1914           |
| Baltazar Kaltner                                                                              | 1914–1918           |
| Ignacij Rieder                                                                                | 1918–1934           |
| Sigismund Waitz                                                                               | 1934–1941           |
| Andrej Rohracher                                                                              | 1943–1969           |
| Edvard Macheiner                                                                              | 1969–1972           |
| Karl Berg                                                                                     | 1973–1988           |
| Georg Eder                                                                                    | 1989–2002           |
| Alois Kothgasser Salezijan                                                                    | 2003–2013           |
| Alois Kothgasser Salezijan (apostolski administrator)                                         | 2013–2014           |
| Franz Lackner Frančiškan                                                                      | od 7. januarja 2014 |

## Spletne povezave
- Primeri nekaterih grbov salzburških nadškofov